# Daniel Lee (styliste)
Pour les articles homonymes, voir Lee.
Daniel Lee, né le 22 janvier 1986 à Bradford, en Angleterre) est un styliste anglais. Il est le directeur créatif de l'entreprise de mode italienne Bottega Veneta de juin 2018 à novembre 2021. Il est le directeur créatif de Burberry depuis septembre 2022.

## Biographie
Daniel Lee grandit à Bradford. Il décroche un diplôme de maîtrise au Central Saint Martins College of Art and Design en 2010, sous la tutelle de Louise Wilson (en),,. Il effectue ses stages chez Margiela et chez Balenciaga, sous la direction de Nicolas Ghesquière. En 2012, il entre chez Céline à Paris sous la direction de Phoebe Philo, d’abord embauché dans l’équipe de design, puis devenu directeur du prêt-à-porter par la suite,.
En juin 2018, Daniel Lee est nommé directeur artistique de Bottega Veneta et prend ses fonctions le 1er juillet 2018, il présente sa première collection en février 2019. Sa période à la direction créative, parfois nommée « New Bottega », se distingue par la réinterprétation des motifs propres à la maison, comme celui de l’intercciato. L’une de ses premières conceptions, le sac « Pouch », devient le sac le plus vendu de l'histoire de la marque. En novembre 2021, Daniel Lee quitte son poste de directeur artistique de Bottega Veneta, résultat des différends internes entre le créateur et les équipes de Bottega Veneta,.
Il est par la suite, en septembre 2022, nommé Chief Creative Officer de Burberry en remplacement de Riccardo Tisci.Lee fait ses débuts pour Burberry lors de la collection Automne/Hiver 2023,,. Sous la direction créative de Lee, la marque présente sa dernière campagne ainsi qu'un nouveau logo révisé du chevalier équestre de 1901,,,.

## Récompenses
- 2019 : Créateur de l’année aux Fashion Awards (en)[2],[19].
- 2019 : Créateur d’accessoires de l’année aux Fashion Awards (en)[2],[19].
- 2019 :Créateur britannique de vêtements pour femme de l’année aux Fashion Awards (en)[2],[19]
- 2019 : Marque de l’année pour Bottega Veneta (aux Fashion Awards)[2],[19].